# 16-я зенитная артиллерийская дивизия
16-я зенитная артиллерийская дивизия Резерва Главного Командования — воинское соединение вооружённых сил СССР в Великой Отечественной войне
Сокращённое наименование — 16 зенад РГК.

## История
Сформирована на Брянском фронте в ноябре 1942 года как 16-я зенитная дивизия РГК, на основании приказа Народного комиссара обороны СССР № 00226 от 31 октября 1942 года. Первоначально в её состав входили 728-й, 1283-й, 1285-й, 1286-й полки ПВО (с апреля 1943 зенитно-артиллерийские полки).

Первым командиром дивизии был назначен полковник Иннокентий Михайлович Середин. Он поставил задачу: 

«Мы должны научиться сами и научить наших подчинённых бить врага не только бесстрашно, но с высочайшим мастерством и минимальными потерями… То, что я узнал о каждом из вас, о командирах и бойцах, даёт мне основание уверенно полагать, что в нашей дивизии хватит для этого сил и воли»— НА СТРАЖЕ МИРНОГО НЕБА
Период вхождения в действующую армию: 4 ноября 1942 года — 6 октября 1943 года.
В середине январе 1943 года дивизия была оперативно подчинена командующему 13-й армии, с 31 января — 48-й армии Брянского фронта. Принимала участие в Воронежско-Касторненской операции 1943 года и в наступлении войск фронта на орловском направлении.
В Курской битве во взаимодействии с истребительной авиацией 16-й воздушной армии Центрального фронта последовательно прикрывала от ударов авиации противника войска 48-й, 2-й танковой, 13-й, 70-й, 3-й гвардейской танковой и 60-й армий.
16-я дивизия РВГК, прикрывая левый фланг 48-й армии, расположила боевые порядки своих полков в линию батарей в 30-километровой полосе по фронту и 10-километровой по глубине. Немцы бросили против оборонявшихся советских войск бомбардировочную авиацию группами по 50—100 машин.
Измотав и обескровив ударную группировку врага в ходе оборонительных боёв, войска Центрального фронта готовились к быстрому переходу в наступление. Дивизия была передана в подчинение 13-й армии. Наступательная операция против орловской группировки противника под кодовым названием «Кутузов» началась 12 июля 1943 года ударами левого крыла Западного и всего Брянского фронтов. 13-я армия перешла в наступление 15 июля.
21 июля дивизию полковника И. М. Середина передали в 70-ю армию генерала Галанина для обеспечения прорыва обороны противника и наступления на Орёл. Дивизия обеспечивала ПВО наступления левого фланга войск армии.
За июль в дивизии погибли в боях 20 рядовых, сержантов и офицеров. 73 были ранены и отправлены в госпиталь. Дивизия обеспечивала ПВО 70-й армии до 3 августа, затем ПВО 3-й гвардейской танковой армии генерала Рыбалко П. С.. 8 августа комдиву полковнику Середину присвоили воинское звание — генерал-майор артиллерии.
В ходе освобождения Левобережной Украины продолжала прикрывать боевые порядки соединений и частей 60-й армии.
За высокое боевое мастерство, отвагу, мужество и героизм личного состава преобразована в 3-ю гвардейскую зенитную артиллерийскую дивизию РВГК (29 сентября 1943 года).
Боевой путь завершила в Берлинской наступательной операции как 3-я гвардейская зенитная артиллерийская Речицко-Бранденбургская Краснознамённая орденов Суворова и Кутузова дивизия.
Всего в период боевых действий части дивизии сбили свыше 500 самолётов противника. За ратные подвиги в годы войны около 700 её воинов награждены орденами и медалями.

## Состав
- управление дивизии
- 728-й полк ПВО (с апреля 1943 зенитно-артиллерийский полк)
- 1283-й полк ПВО (с апреля 1943 зенитно-артиллерийский полк)
- 1285-й полк ПВО (с апреля 1943 зенитно-артиллерийский полк)
- 1286-й полк ПВО (с апреля 1943 зенитно-артиллерийский полк)[3]

## Подчинение
- Находилась в оперативном подчинении 65-й армии.
- Прикрывала от ударов авиации противника войска 48-й, 2-й танковой, 13-й, 70-й, 3-й гвардейской танковой и 60-й армий.

## Командование дивизии

### Командир
- Середин, Иннокентий Михайлович (10.11.1942 — 29.09.1943), полковник с 7.08.1943 генерал-майор артиллерии[4][5]

### Заместитель командира по политической части
- Финкельсон Зелик Наумович (23.11.1942 — 16.06.1943), подполковник[6]

### Начальники штаба
- Бурневский Николай Дмитриевич (1943), подполковник

### Начальник политотдела с 06.1943 он же заместитель командира по политической части
- Финкельсон Зелик Наумович (16.06.1943 — 29.09.1943), подполковник[6]